# Campeonato nacional de Estados Unidos 1963
Lista de los campeones del Campeonato nacional de Estados Unidos de 1963:

## Senior

### Individuales masculinos
Rafael Osuna vence a  Frank Froehling, 7–5, 6–4, 6–2

### Individuales femeninos
Maria Bueno vence a  Margaret Court, 7–5, 6–4

### Dobles masculinos
Chuck McKinley /  Dennis Ralston vencen a  Rafael Osuna /  Antonio Palafox, 9–7, 4–6, 5–7, 6–3, 11–9 

### Dobles femeninos
Robyn Ebbern /  Margaret Smith Court vencen a  Darlene Hard /  Maria Bueno, 4–6, 10–8, 6–3

### Dobles mixto
Margaret Smith Court /  Ken Fletcher vencen a  Judy Tegart /  Ed Rubinoff, 3–6, 8–6, 6–2
| Predecesor: 1962                         | Campeonato nacional de Estados Unidos 1963 | Sucesor: 1964                         |
| Predecesor: Campeonato de Wimbledon 1963 | Grand Slam 1963                            | Sucesor: Campeonato de Australia 1964 |

- Datos: Q2410144